# 樋越駅
樋越駅（ひごしえき）は、群馬県前橋市樋越町にある上毛電気鉄道上毛線の駅である。

## 歴史
- 1928年（昭和3年）11月10日 - 開業[1]。

## 駅構造
単式ホーム1面1線を有する地上駅。無人駅である。

## 利用状況
1日の平均乗降人員は以下の通りである。
| 1日乗降人員推移 | 1日乗降人員推移 |
| 年度            | 1日平均人数     |
| --------------- | --------------- |
| 2011年          | 209             |
| 2012年          | 241             |
| 2013年          | 240             |
| 2014年          | 222             |
| 2015年          | 201             |
| 2016年          | 199             |
| 2017年          | 205             |
| 2018年          | 214             |

## 駅周辺
- 樋越公民館
- 前橋東警察署大胡分庁舎（旧：大胡警察署）
- 前橋市消防局 東消防署
- 藤生製作所大胡工場
- ベイシアマート前橋おおご店

## 隣の駅
上毛電気鉄道
■上毛線
大胡駅 - 樋越駅 - 北原駅